# Christen Ager-Hanssen
Christen Eugen Ager-Hanssen, född 29 juli 1962 i Halden, är en norsk investerare, entreprenör och riskkapitalist.
Christen Ager-Hanssen är son till kärnfysikern och företagsledaren Henrik Ager-Hanssen (1930–2004) och Høyre-politikern Bjørg Ager-Hanssen. Han växte upp i Halden, Oslo och Stavanger och flyttade 1989 till Sverige, där han arbetade för IBM och Kinnevik i Stockholm.
År 1997 bildade Christen Ager-Hanssen riskkapitalföretaget Cognition Capital, med säte i Göteborg, i vilket han hade en andel på 70 %. Ager-Hanssen grundade flera IT-företag tillsammans med sin tidigare arbetsgivare Kinnevik. Mot slutet av 1990-talet ansågs han av norska Verdens Gang vara den rikaste personen i Norge. Detta baserades på att banken HSBC inför en planerad börsnotering av Cognition under 2000 värderat företaget till mellan 15 och 20 miljarder kronor. Börsnoteringen genomfördes inte, och han förlorade mycket pengar i IT-bubblan 2001.

## Netsys
År 1998 köpte Cognition Capital, tillsammans med Sjätte AP-fonden, av Kinnevik det svenska it-företaget Netsys, där Ager-Hanssen tidigare varit vice vd. Netsys hade de skandinaviska försäljningsrättigheterna för det kanadensiska företaget OpenTexts dataprogram för att styra informationsflöden. Efter en tvist mellan Netsys och Open Text försökte Christen Ager-Hanssen 1999 att ta över det kanadensiska företaget, vilket avslöjades av den dåvarande kanadensiske PR-konsulten Thomas Watson. Sjätte AP-fonden tog senare över Netsys, som gick i konkurs år 2000.

## FlyMe
År 2005 investerade Ager-Hanssen och John Robert Porter i flyg- och resebranscherna, och köpte bland annat en kontrollpost i det nästan konkursfärdiga Göteborgsbaserade lågprisflygbolaget FlyMe Europe AB i syfte att omvandla det till ett ledande lågprisflygbolag i Europa. De övertalade ägaren till Sterling European Airlines A/S och Maersk Air, den isländske miljardären Palmi Haraldsson att bli delägare i FlyMe, men denne sålde sin andel samma år till den av Hannes Smárason ledda FL Group, som hade ett minoritetsägande i Easyjet. Affärssamtalen med FL Group avbröts så småningom och FlyMe gick i konkurs i mars 2007.

## Andra investeringar
Ager-Hanssen och Porter köpte också en kontrollpost i reseföretaget Ticket. Ticket såldes 2008.
Christen Ager-Hanssen hade ett antal intressen i telekombranschen, bland annat i Glocalnet och i den svenska bredbandsoperatören Utfors, vilka båda företag ägs av Telenor.

## Custos och Metro
Christen Ager-Hanssen har varit affärspartner med Mats Qviberg och vd för investeringsbolaget Custos, tidigare Johnson Pump. Custos köpte i februari 2017 köpte den nordiska delen av Metro av Kinnevik. Mats Qviberg sålde sin ägardel i Custos till Christen Ager-Hanssen i maj 2017.
Metro ansökte om företagsrekonstruktion i mars 2019. Företagsrekonstruktionen förlängdes i augusti 2019.